# CS-340
La CS-340 (Carretera Secundària 340) és una carretera de la Xarxa de Carreteres d'Andorra, que comunica la CG-3 a Ordino amb la CS-240 al Coll d'Ordino al límit d'aquesta parròquia amb la de Canillo. També és anomenada Carretera del Coll d'Ordino.
Segons la codificació de carreteres d'Andorra aquesta carretera correspon a una Carretera Secundària, és a dir, aquelles carreteres què comuniquen una Carretera General amb un poble o zona.
Aquesta carretera és d'ús local ja què només l'utilitzen los veïns de les poblacions que recorre.
La carretera té en total 8,9 quilòmetres de recorregut.

## Punts d'interès
- Museu de la Miniatura[3]
- Museu iconogràfic i del cristianisme

### Museu de la Miniatura
Matrioixques i crucifixos que cal admirar amb lupa i microscopi. Les obres del Museu de la Miniatura d'Ordino et deixaran bocabadat amb el seu detall.
Museu de la Miniatura, a Andorra, és un espai expositiu de gran interès per als amants de l'art, particularment per aquelles persones que valorin la minuciositat dels detalls. Està ubicat a la localitat d'Ordino i es compon d'obres molt variades, resultat de l'esforç de Nicolai Siadristy, un artista ucraïnès considerat un dels millors del món en aquesta especialitat. El museu es troba a l'interior de l'Edifici Maragda, al Carrer Mossèn Cinto Verdaguer, a Ordino.
Què es pot veure al Museu de la Miniatura d'Ordino
El Museu de la Miniatura acull microminiatures elaborades amb materials nobles, com l'or i el platí, a més de materials comuns, com paper, llavors de fruites o grans d'arròs, i creades a mà per Nicolai Siadristy. Al museu podem trobar nombroses mostres de les famoses matrioixques o nines russes; els exemplars més petits són un autèntic prodigi en aquesta disciplina. També podràs contemplar crucifixos, objectes d'art sacre i altres tipus de peces d'art. Per poder apreciar aquest treball al 100%, el visitant pot (i deu) utilitzar un microscopi en alguns casos.
Malgrat les reduïdes dimensions, el Museu de la Miniatura també dedica un espai a la comprensió de l'elaborada feina de Nicolai Siadristy, amb una petita àrea d'audiovisuals on es projecten imatges sobre la seva vida i la seva obra.

## Recorregut
- Ordino (CG-3)
- Coll d'Ordino (CS-240)

| Tipus de Sortida | Direcció de la sortida             | Carretera que hi enllaça | Qm  |
| ---------------- | ---------------------------------- | ------------------------ | --- |
| CS-340           | Ordino                             | CG-3                     | 0   |
|                  | Coll d'Ordino                      |                          | 8,5 |
|                  | Límit parroquial de Ordino-Canillo | CS-240                   | 8,9 |